# Konstruktivismus (Internationale Beziehungen)
Dieser Artikel wurde auf der Qualitätssicherungsseite des Portals Soziologie eingetragen. Dies geschieht, um die Qualität der Artikel aus dem Themengebiet Soziologie auf ein akzeptables Niveau zu bringen. Hilf mit, die inhaltlichen Mängel dieses Artikels zu beseitigen, und beteilige dich an der Diskussion. (Artikel eintragen)
Der politikwissenschaftliche Konstruktivismus ist eine von mehreren umfassenden metatheoretischen Ansätzen auf dem Gebiet der Internationalen Beziehungen. Als Theorie ausgearbeitet wurde er besonders seit den 1990er Jahren. Dabei wird das internationale Staatensystem und dessen Entwicklung aufgrund bestimmter sozialtheoretischer Annahmen beschrieben (und verknüpft damit die Fachbereiche Internationale Beziehungen und Soziologie). Dazu zählt gemäß Alexander Wendt, dass menschliches Zusammenleben primär durch geteilte Ideen bestimmt wird, weniger durch materielle Einflüsse und, dass die Identitäten und Interessen zielgerichtet Handelnder durch diese geteilten Ideen gebildet werden, nicht durch deren Wesensnatur.

## Entstehung
Das unvorhergesehene Ende des Kalten Krieges hatte in den 1990er Jahren begründete Zweifel an der empirischen Leistungsfähigkeit der von Realisten und Institutionalisten vertretenen Anschauungen des internationalen Staatensystems geweckt. So konnte etwa der Neorealismus nach Kenneth Waltz keine schlüssige Erklärung dafür liefern, warum es mit der Herausbildung eines monopolaren internationalen Systems nicht zur Entstehung eines Gegenpols im Sinne einer „balance of power“ kam. Andere Konflikte jener Zeit ließen sich nicht erschöpfend mit dem Machtstreben der Parteien erklären, da der Verlauf auch durch nationalistische Tendenzen in der Bevölkerung geprägt wurde. Kritik an den dominanten Theorien wurzelte vor allem in den konkurrierenden Ansätzen der soziologischen Forschung und den verschiedenen Schulen der kritischen Theorie. Die daraus resultierende Strömung des Konstruktivismus gewann rasant an wissenschaftlicher Beachtung und gilt heute als eine der führenden Theorietraditionen der Internationalen Beziehungen.

## Varianten
Der politikwissenschaftliche Konstruktivismus zielt auf die Erklärung von politischen Handlungsmustern. Typisch ist dabei, dass in Anlehnung an Grundideen sonstiger konstruktivistischer Theorien in der Philosophie und in Nachbarwissenschaften Handlung als Ergebnis einer sozialen Situation bzw. von vorherrschenden sozialen Strukturen verstanden wird. Dies unterscheidet den politikwissenschaftlichen Konstruktivismus von konkurrierenden Ansätzen auf dem Gebiet der Internationalen Beziehungen, wie beispielsweise dem politikwissenschaftlichen Realismus bzw. Neorealismus, bei denen davon ausgegangen wird, dass Handlungen objektiv rationalen Mustern und damit Sachzwängen folgen. 
Trotz der Uneinheitlichkeit politikwissenschaftlicher konstruktivistischer Ansätze ist es möglich, von einem ontologischen Minimalkonsens zu sprechen: Es wird untersucht, wie Strukturen, Institutionen und Akteure der Internationalen Beziehungen sozial konstruiert sind. Eine zentrale Kernannahme politikwissenschaftlicher konstruktivistischer Ansätze lautet: Soziale Strukturen, Institutionen und Akteure konstituieren sich gegenseitig, indem sie soziale Identität vermitteln und/oder Handlungschancen eröffnen beziehungsweise einschränken. Dabei wird die materielle Welt nicht völlig negiert, jedoch angenommen, dass sie nur, durch soziale Konstruktion vermittelt, erfasst werden kann.
Eine eher handlungstheoretisch orientierte Strömung des politikwissenschaftlichen Konstruktivismus geht davon aus, dass soziale Handlungen auch soziale Strukturen und Institutionen entstehen lassen, reproduzieren oder verändern können. Diese Handlungen sind durch bestimmte Normen und Werte motiviert, die es zu destillieren gilt. Ein Beispiel sind Menschenrechtsorganisationen, die durch ihre Aktivitäten und Kampagnen andere Akteure der internationalen Politik, bspw. Staaten, beeinflussen. Aus diesem Grund spielte der Konstruktivismus nach dem Ende des Ost-West-Konflikts eine zunehmend wichtigere Rolle in den Internationalen Beziehungen. Er postulierte, im Gegensatz zum Realismus, diese Veränderung erklären zu können. Zu Vertretern dieses Ansatzes zählen in der deutschsprachigen Debatte unter anderem Thomas Risse und Anja Jetschke. 
Ebenfalls handlungstheoretisch orientiert ist ein auf die pragmatischen Theorieansätze z. B. von Wittgenstein oder Austin und Searle Bezug nehmender politikwissenschaftlicher Konstruktivismus, wie er beispielsweise von Nicholas Onuf (1989) skizziert wurde. Dabei wird Sprache als eine Form sozialer Handlungen verstanden, mittels derer soziale Strukturen (soziale Regeln, Herrschaft) (re-) produziert werden. Ziel ist weniger die Erklärung einer Entstehung solcher Strukturen als deren Analyse und die Frage, wie durch Kommunikation Vorteile und Handlungsmöglichkeiten verteilt werden.
Alexander Wendt schlägt eine gemäßigte Form des politikwissenschaftlichen Konstruktivismus vor, die auch Elemente realistischer bzw. neorealistischer Theorieansätze zu integrieren versucht. Dabei geht es insbesondere um die Frage, inwieweit und in welcher Form eine wissenschaftliche Erklärung empirischer Erscheinungen anzustreben sei. Radikalere Ansätze vertreten, „positivistische“ Erklärungen, wie sie in den Naturwissenschaften üblich sind, auf dem Gebiet der Sozialwissenschaften durch hermeneutische oder „konstitutive“ Interpretationen völlig zu ersetzen. Dagegen plädiert Wendt dafür, kausale Erklärungen durch Analyse der diese begründenden Beziehungen zu ergänzen. Dabei soll die Bildung von Identität, Interesse und Machtbeziehungen ergründet werden. Dies geschieht, indem die Überformung (welche durch die sozial geteilten Ideen bzw. die Kultur verursacht wird) der sozialen Bedeutung derselben betrachtet wird.
Emanuel Adler definierte den politikwissenschaftlichen Konstruktivismus als „Annahme, dass die Art, in der die materielle Welt menschliches und zwischenmenschliches Handeln prägt und von ihnen geprägt wird, von dynamischen normativen und epistemologischen Interpretationen dieser materiellen Welt abhängt“.
Weitere Vertreter sind z. B. Ted Hopf, Colin Kahl oder Friedrich Kratochwil.

## Rezeption
Dem politikwissenschaftlichen Konstruktivismus wird vorgeworfen, er biete ausschließlich ex-post-Erklärungen an, ohne dass es ihm möglich sei, Prognosen oder Erklärungen aktueller Ereignisse zu liefern. Diese Kritik trifft den Konstruktivismus nicht direkt, da er infolge seiner Grundannahmen keine Fähigkeit zu Prognosen für sich beansprucht. Allerdings gilt die Prognosefähigkeit als wichtiges Merkmal fast aller Theorien der Internationalen Beziehungen, sodass der Erkenntniszuwachs durch konstruktivistische Ansätze kritisch gesehen wird.